# آی‌او۹
آی‌او۹ (انگلیسی: Io9) وبلاگی است که در سال ۲۰۰۸ میلادی توسط گاوکر مدیا آغاز به‌کار کرد. این وبلاگ بیشتر به موضوعات علمی–تخیلی، حیال‌پردازی، آینده‌گری، علم، فناوری و موضوعات مرتبط می‌پردازد.
این وبلاگ توسط آنالی نیویتز که پیش‌تر تحلیل‌گر سیاست‌های بنیاد مرزهای الکترونیکی، نویسندهٔ پاپیولار ساینس، وایرد و نیو ساینتیست بود، گردانده می‌شود.
آی‌او۹ توسط گوگل نیوز فهرست می‌شود و به گفته تایمز در فوریه ۲۰۱۰، این وبلاگ یکی از ۳۰ وبلاگ برتر علمی دنیا است.